# Ptyas semicarinatus
Ptyas semicarinatus är en ormart som beskrevs av Hallowell 1861. Ptyas semicarinatus ingår i släktet Ptyas och familjen snokar. Inga underarter finns listade i Catalogue of Life.
Arten förekommer endemisk på Satsunanöarna i södra Japan. Den lever bland annat i städsegröna skogar och buskskogar. Dessutom besöks fruktodlingar och andra ställen med växtlighet nära människans samhällen. Individerna är dagaktiva och har daggmaskar samt andra maskar som föda. Per tillfälle lägger honan i juli 3 till 11 ägg som kläcks i september.
I några områden hotas beståndet av skogsavverkningar. Flera exemplar dödas av introducerade manguster. Hela populationens storlek är inte känd men Ptyas semicarinatus är vanligt förekommande. IUCN kategoriserar arten globalt som livskraftig (LC).